# منتخب كوريا الجنوبية تحت 18 سنة لهوكي الجليد للرجال
منتخب كوريا الجنوبية تحت 18 عام لهوكي الجليد للرجال هو ممثل كوريا الجنوبية الرسمي في المنافسات الدولية في هوكي الجليد تحت 18 عام.